# Katharina Rogenhofer

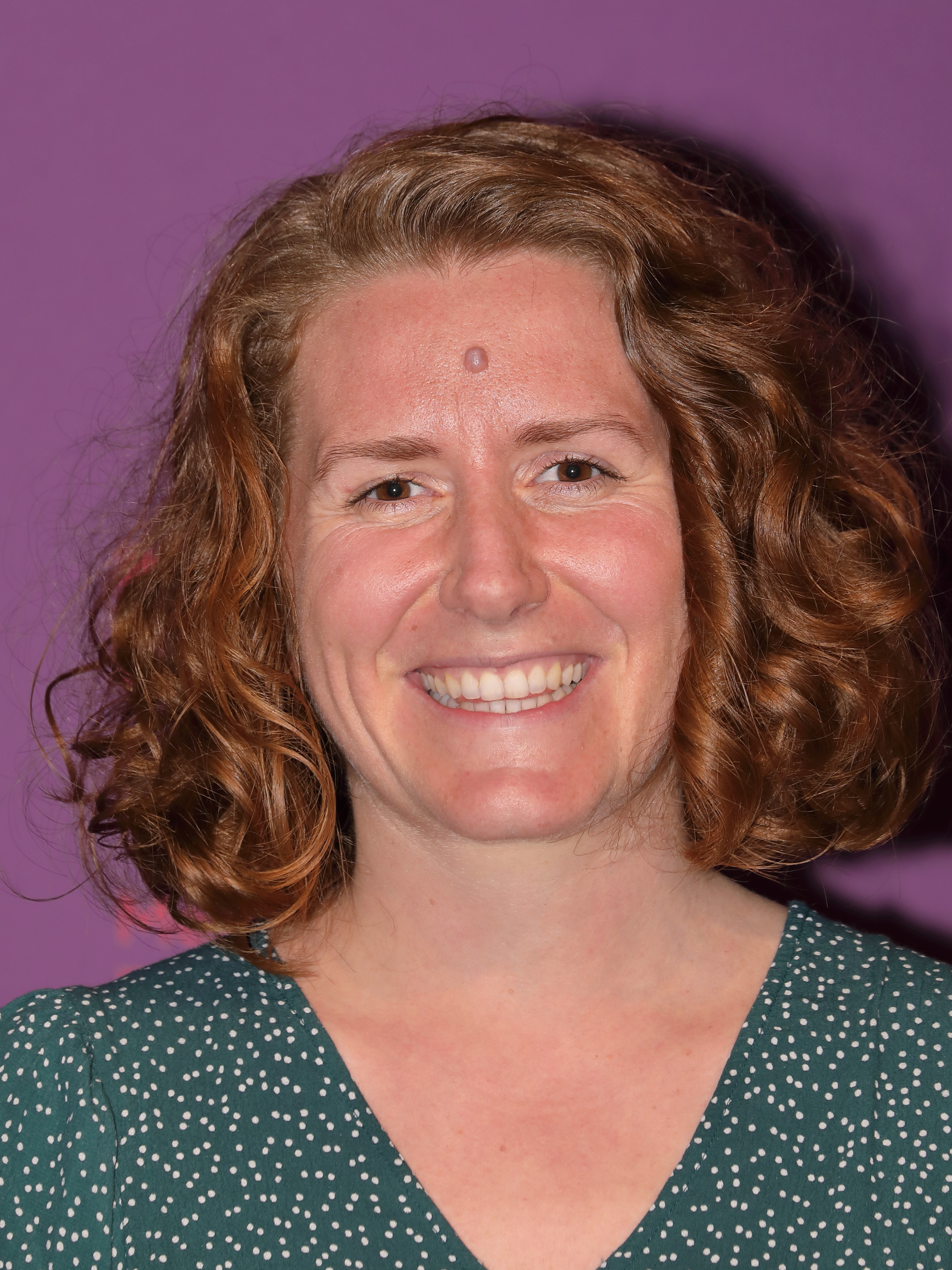
Katharina Rogenhofer (2024)

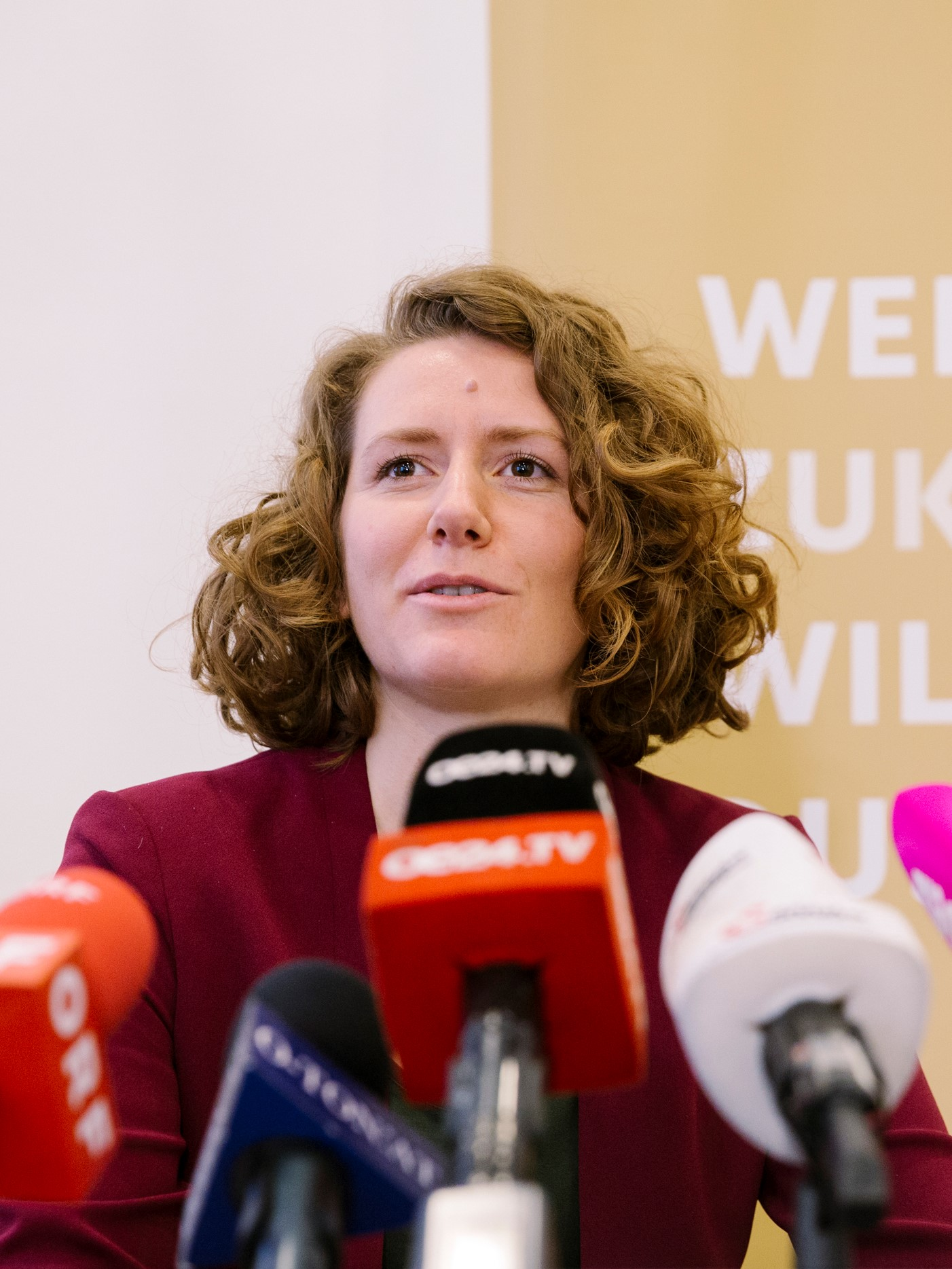
Katharina Rogenhofer (2020)

Katharina Rogenhofer (* 1994 in Wien) ist eine österreichische Klimaexpertin und Sachbuchautorin. Seit Anfang 2024 ist sie Vorständin und Sprecherin des KONTEXT – Instituts für Klimafragen. Seit März 2023 ist sie außerdem Mitglied des Universitätsrates der Universität für Bodenkultur in Wien. 2018 hat sie Fridays for Future in Österreich mitbegründet und war bis Juni 2022 Sprecherin des Klimavolksbegehrens.

## Leben
Katharina Rogenhofer studierte Biologie mit Schwerpunkt Zoologie an der Universität Wien und „Biodiversity, Conservation and Management“ an der Universität Oxford. Danach arbeitete sie als freie Journalistin und bei der Klimarahmenkonvention der UN. Von den aktivistischen Gruppen auf der UN-Klimakonferenz in Katowice inspiriert, startete sie im Dezember 2018 Fridays for Future in Wien. Von April 2019 bis Juni 2022 leitete sie das österreichische Klimavolksbegehren, das mit 380.590 Unterschriften in einen erfolgreichen Antrag im österreichischen Parlament mündete. Im Juli 2021 veröffentlichte sie gemeinsam mit Florian Schlederer ihr erstes Buch „Ändert sich nichts, ändert sich alles“. Seit Jänner 2024 ist sie Vorständin und Sprecherin des von ihr gegründeten KONTEXT – Instituts für Klimafragen, das klimapolitische Entwicklungen in Österreich einordnet. Außerdem ist sie Teil des Advisory Board Wissenschaft des Wiener Klimarats, des Universitätsrats der BOKU und der Global Shapers Community in Wien.

## Veröffentlichungen (Auswahl)
- mit Florian Schlederer: Ändert sich nichts, ändert sich alles! Warum wir jetzt für unseren Planeten kämpfen müssen. Paul Zsolnay Verlag, Wien 2021, ISBN 3-552-07254-3.

## Auszeichnungen
- 2021: Österreicherin des Jahres in der Kategorie Klimainitiative[12]
- 2022: Forbes 30 under 30 DACH Region[13]
- 2024: Gesellschaftspreis Umwelt und Klima der Universität Wien[14]